# James William Forsyth
Pour les articles homonymes, voir Forsyth.
James William Forsyth (8 août 1835 – 24 octobre 1906) est un officier de la United States Army qui participa à la guerre de Sécession sous les couleurs de l'Union puis aux guerres indiennes. Il est principalement connu pour avoir commandé le 7e de cavalerie lors du massacre de Wounded Knee le 29 décembre 1890. Il est le frère de George Alexander Forsyth.

## Biographie
James William Forsyth est né le 8 août 1835 à Maumee dans l'Ohio. Diplômé de l'académie militaire de West Point en 1856, il est assigné au 9e régiment d'infanterie et sert dans le Nord-Ouest Pacifique les cinq années suivantes.

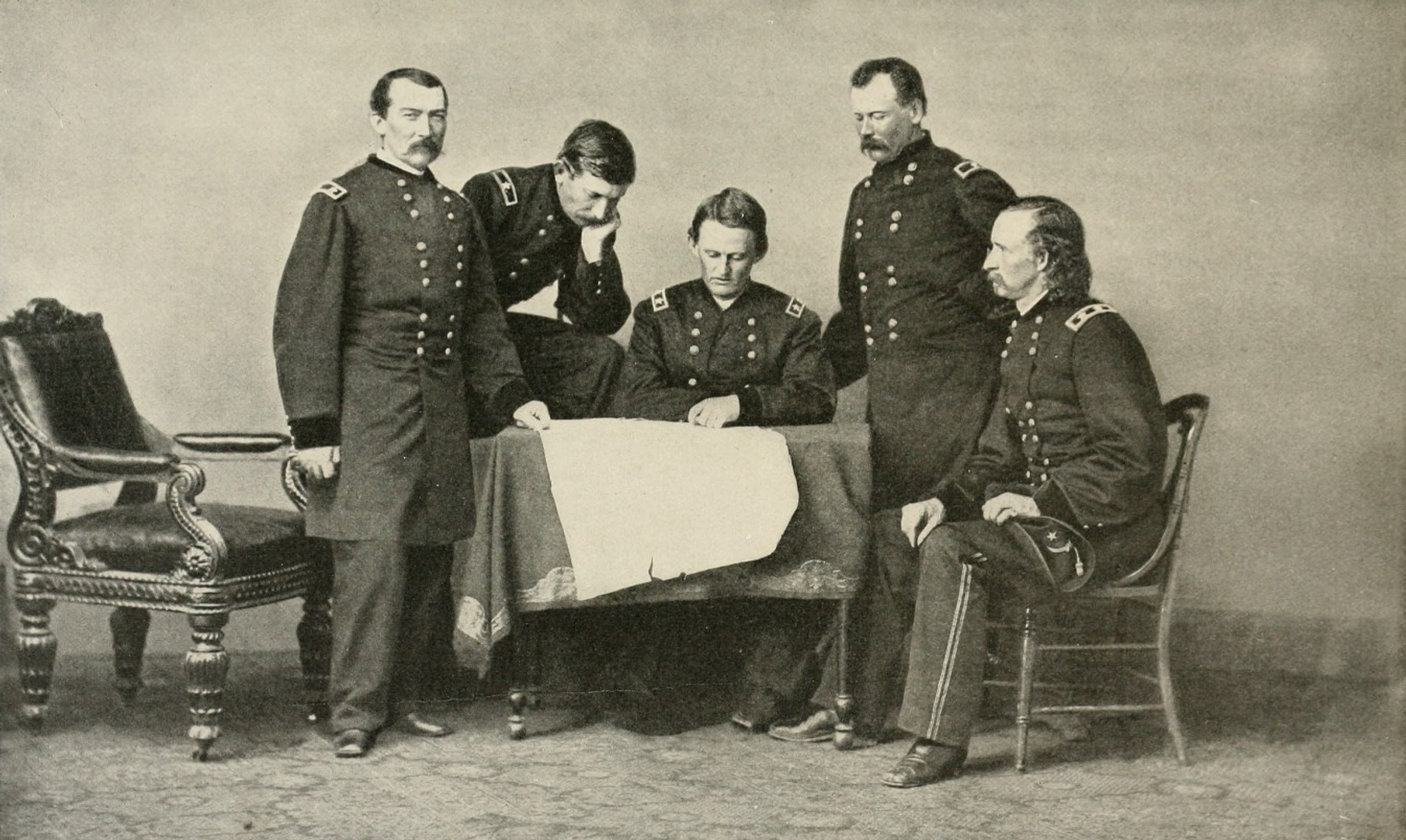
Staff du général Sheridan en 1863. De gauche à droite : Philip Sheridan, James W. Forsyth, Wesley Merritt, Thomas C. Devin et George A. Custer.

Durant la guerre de Sécession, il sert dans plusieurs états-majors importants dont celui du major général George McClellan, puis celui du major général Philip Sheridan qu'il continuera de servir après la guerre.
En 1878, il est assigné au 1er régiment de cavalerie avec le grade de lieutenant colonel et participe notamment à la guerre des Bannocks dans le Nord-Ouest. Il prend ensuite le commandement du 7e régiment de cavalerie en 1886.
Le 29 décembre 1890, entre 150 et 300 Lakotas sont tués par les soldats du 7e de cavalerie lors du massacre de Wounded Knee. Blâmé par le général Nelson Miles pour son rôle au cours de ce désastre, Forsyth est relevé de ses fonctions avant d'être réintégré par le secrétaire à la Guerre.
Promu brigadier général en 1894, il prend le commandement du département de Californie jusqu'à sa promotion au grade de major général en 1897.
Il meurt le 24 octobre 1906 à Columbus dans l'Ohio.